# بیب: خوک در شهر
بیب: خوک در شهر (به انگلیسی: Babe: Pig in the City) یک فیلم ماجراجویی و کمدی-درام محصول سال ۱۹۹۸ که ادامه فیلم بیب (فیلم ۱۹۹۵) به نویسندگی، تهیه‌کنندگی و کارگردانی جرج میلر، که نویسندگی و تهیه‌کنندگی فیلم اول را به عهده داشت، می‌باشد. بسیاری از بازیگران فیلم اول دوباره به عنوان نقش‌های مربوطه ظاهر شدند، از جمله جیمز کرامول، میریام مارگولیس، هوگو ویوینگ، راسکو لی براون و مگدا زوبانسکی با بازیگران تازه‌وارد گلن هدلی، استیون رایت، جیمز کازمو، مایلز جفری، و میکی رونی. با این حال، بیشتر آنها فقط ظاهر کوتاهی دارند، زیرا داستان بر سفر بیب (اکنون توسط الیزابت دیلی به جای کریستین کواناوگه صداپیشگی می‌کند) متمرکز است.
این فیلم در سال ۱۹۹۸ نامزد جایزه اسکار بهترین ترانه اصلی در جوایز اسکار شد. این فیلم نه از نظر انتقادی و نه تجاری به اندازه فیلم قبلی خود موفق بود، با بودجه ۹۰ میلیون دلاری تنها ۶۹ میلیون دلار فروخت و نقدهای متفاوتی دریافت کرد.

## داستان
چیزی از پیروزی «بیب» در مسابقه چوپانی در فیلم قبلی نمی‌گذرد، که هاگت مزرعه دار آسیب می‌بیند و نمی‌تواند کار کند. بیب برای نجات مزرعه باید به شهر بزرگ برود…

## بازخوردها
در راتن تومیتوز، این فیلم بر اساس ۶۵ نقد، با میانگین وزنی ۶٫۲ از ۱۰، دارای ۶۵ درصد تاییدیه است. تماشاگران سینماسکور به فیلم نمره "B" در مقیاس A+ تا F دادند. در متاکریتیک، این فیلم بر اساس ۲۵ نقد، امتیاز ۶۸ را به خود اختصاص داده است که نشان‌دهنده «بررسی‌های عموماً مطلوب» است.

## شبکه خانگی
این فیلم در وی اچ اس و دی‌وی‌دی در ۴ مه ۱۹۹۹ منتشر شد. در ۲۲ مه ۲۰۰۱، فیلم در دی‌وی‌دی به صورت یک بسته ۲ تایی با نسخه قسمت اول منتشر شد. در ۷ مه ۲۰۱۳، برای نسخه پانزدهمین سالگرد اکران فیلم بر روی بلوری منتشر شد و در ۱۷ ژوئن ۲۰۱۷ در بریتانیا در دیسک بلوری منتشر شد.

## بازی ویدئویی
در سال ۲۰۰۶، یک بازی ویدئویی با پانل جهانی بر اساس این فیلم بر روی پلی‌استیشن ۲ منتشر شد.